# شیرینی‌فروشی

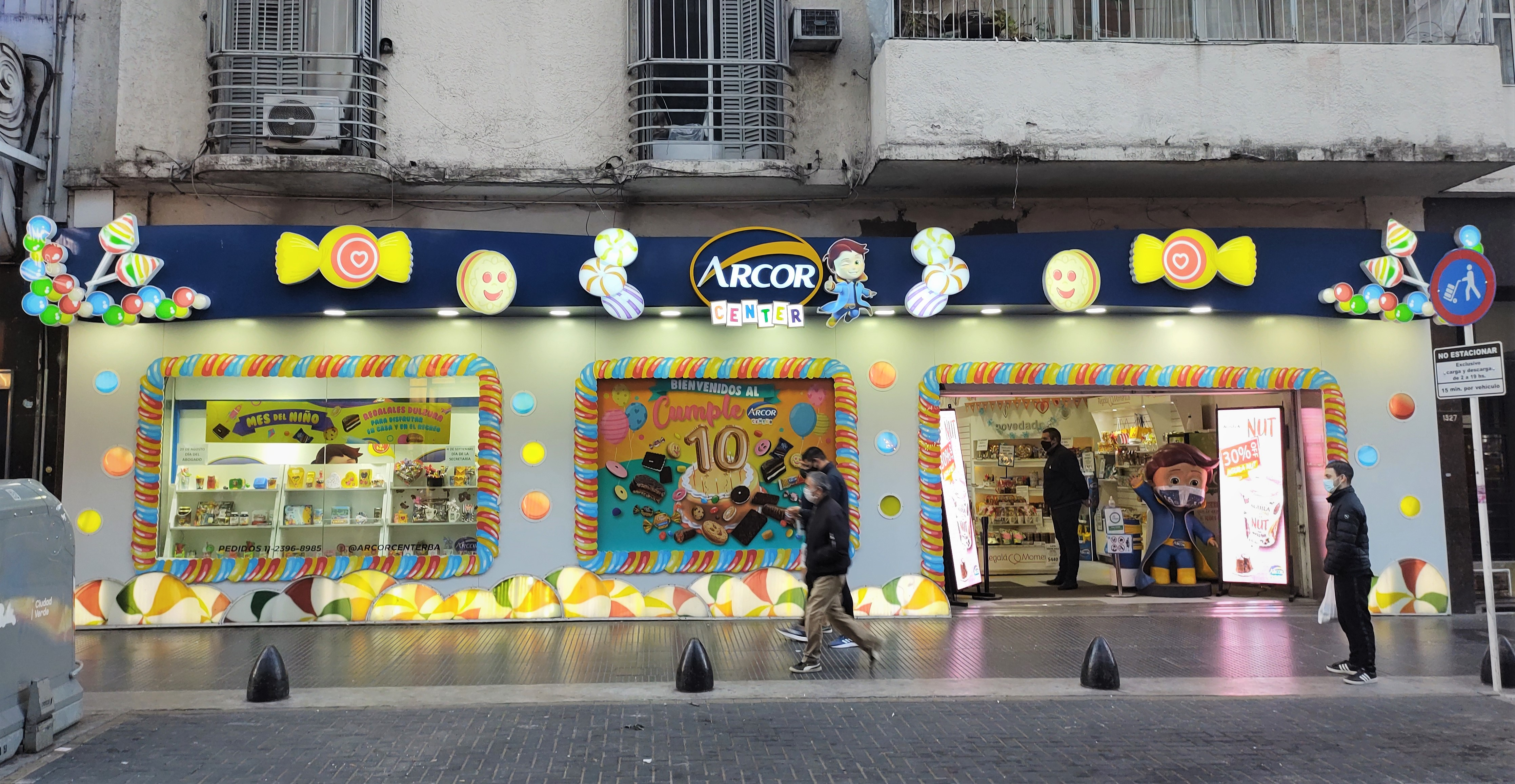
فروشگاه شیرینی پزی در بوئنوس آیرس ، آرژانتین

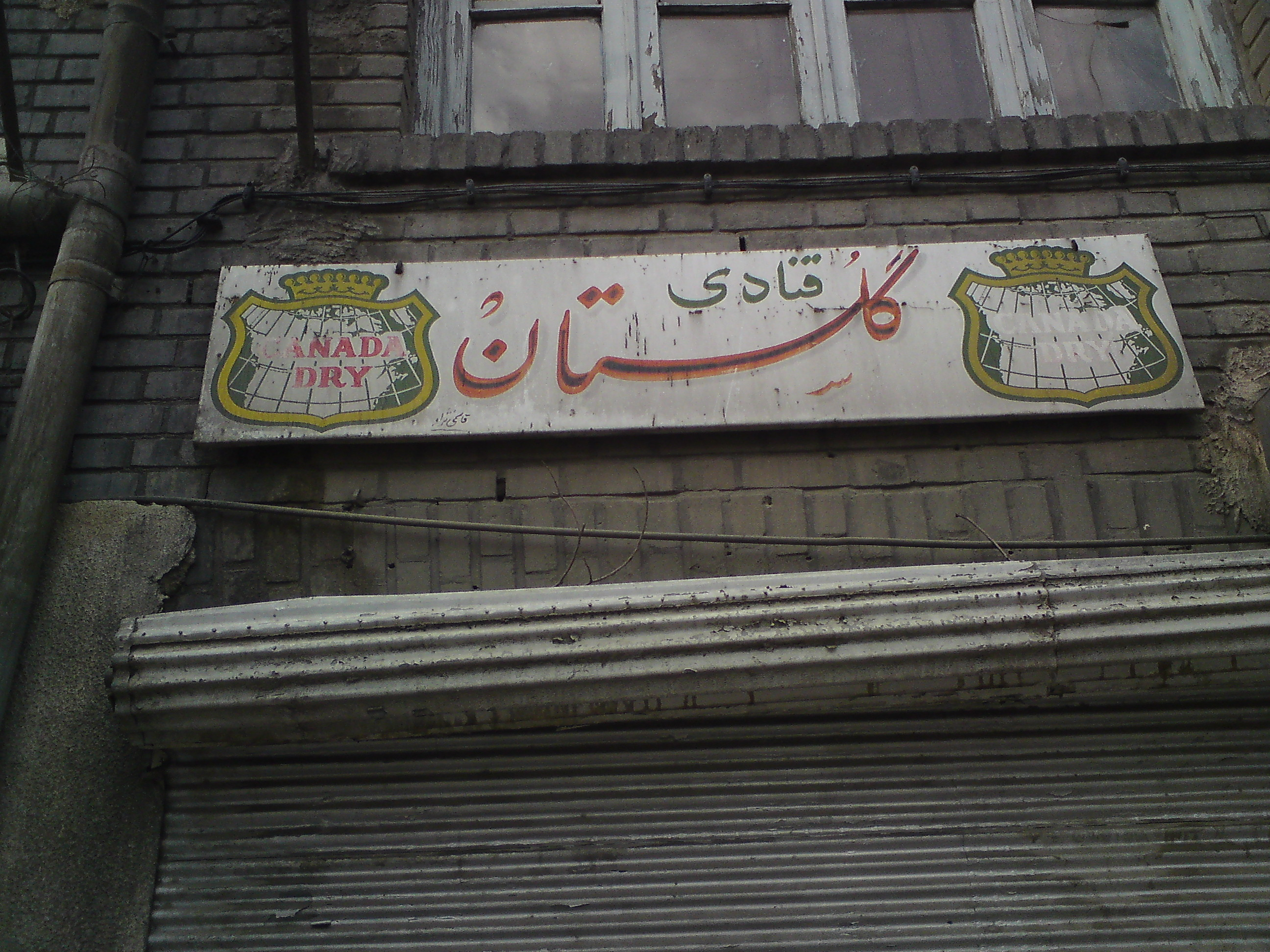
یک تابلو قدیمی قنادی در ایران

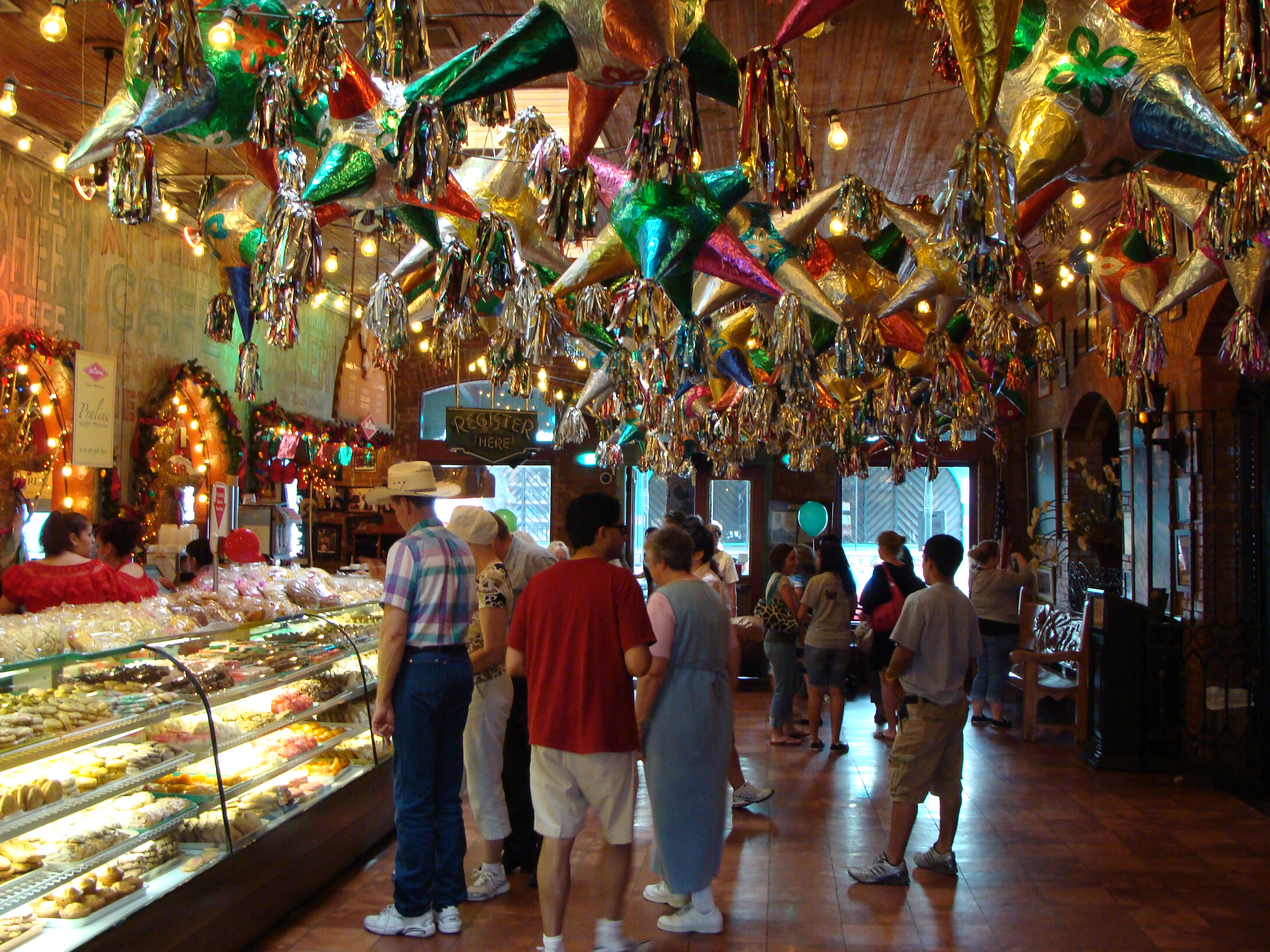
یک قنادی با پینیاتاهای آویزان واقع در تگزاس

شیرینی‌فروشی یا شیرینی‌پزی یا قنادی به فروشگاهی گویند که در آن محصولات فروش غالباً خوراکی‌های شیرین و قند دار هستند. قنادی‌ها در جای جای نقاط جهان دارای سبک و ویژگی‌های خاص خود هستند، و گاهی (همانند شکلاتیه که فقط فراورده‌های شکلاتی می‌پزد) فقط در یک نوع شیرینی تخصص دارند.

در ایالات متحده آمریکا شیرینی‌فروشی یا قنادی به دو صورت وجود دارد:
1. نانوایی که در آن محصولات نانوایی شامل نان؛ کوکی؛ پای؛ شیرینی جات؛ کیک؛ مافین؛ دونات؛ رولت تولید می‌شود. وجه اشتراک همه محصولات فوق وجود آرد در آنها است.
2. مغازه آبنبات فروشی که در آن انواع آبنبات‌ها شامل شکلات تولید می‌شود.